# Schistidium subincurvum
Schistidium subincurvum là một loài Rêu trong họ Grimmiaceae. Loài này được (Austin) Ochyra mô tả khoa học đầu tiên năm 1998.